# Abebe Bikila
Abebe Bikila (Jato, 7 de agosto de 1932 – Adis Abeba, 25 de outubro de 1973) foi um maratonista etíope, filho de um pastor de ovelhas do interior da Etiópia e capitão da guarda real do imperador Hailé Selassié. Foi o primeiro homem a vencer duas maratonas olímpicas e é considerado por muitos especialistas como o maior maratonista de todos os tempos. Em 2012, foi imortalizado no Hall da Fama do atletismo, criado no mesmo ano como parte das celebrações pelo centenário da IAAF.

## Início
Abebe Bikila nasceu no mesmo dia da abertura dos Jogos Olímpicos de Los Angeles de 1932, na pequena vila de Jato, cerca de oito quilômetros distante da cidade de Mendida e a três horas de viagem de automóvel de Adis Abeba, capital da Etiópia. Filho de um humilde pastor, resolveu entrar para a guarda imperial etíope, para ajudar a melhorar as condições de vida da família e deixou sua vila para andar até a capital do país para alistamento.
No exército, acabou chamando a atenção do técnico Onni Niskanen, um sueco nascido na Finlândia, contratado pelo governo para descobrir e treinar atletas em potencial, começando a praticar o atletismo apenas aos 24 anos de idade.

## Jogos Olímpicos de Roma

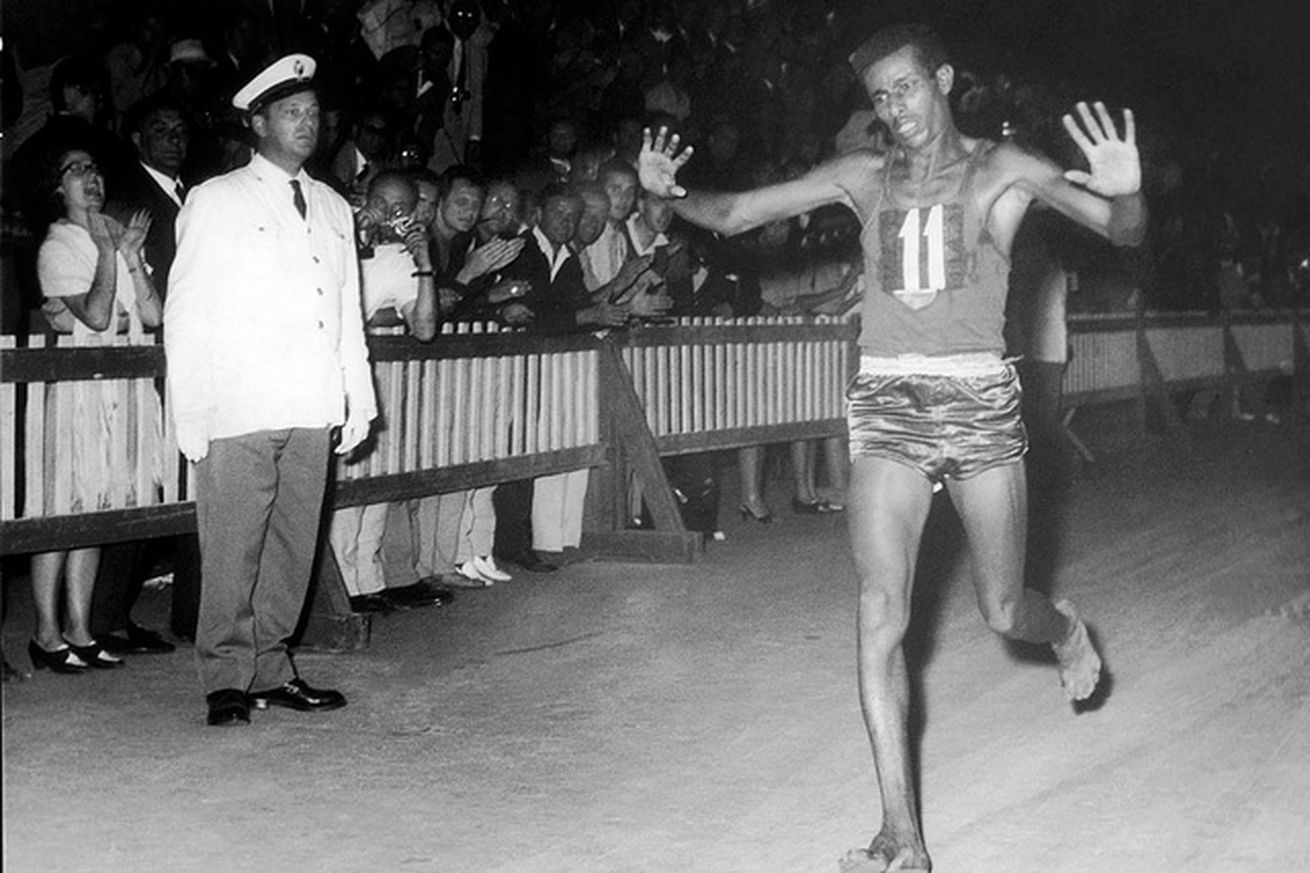
Bikila próximo à linha de chegada, nas Olimpíadas de 1960

Em 1960, Bikila foi incluído na equipe de atletismo apenas no último momento, quando o avião já se preparava para partir para Roma, no lugar de outro atleta, Wami Biratu, que havia quebrado o tornozelo durante uma partida de futebol. Niskanen resolveu inscrever Bikila e Abebe Wakgira na disputa da maratona.
A Adidas, patrocinadora oficial dos Jogos Olímpicos de 1960, tinha apenas poucos pares disponíveis quando Bikila foi experimentar um deles para usar na corrida. Nenhum deles o deixava confortável e ele então resolveu correr descalço, a mesma maneira como sempre tinha treinado. Seu técnico, Niskanen, o havia advertido sobre os concorrentes mais fortes que iria encontrar, especificamente um corredor do Marrocos, Rhadi Ben Abdesselam, que deveria estar usando o número 26. Por alguma razão, entretanto, Rhadi não tinha pego o seu número preto 26 referente à maratona e estava usando o número 185 das competições de pista em que tinha participado.
A prova contou com 69 participantes e pela primeira vez foi disputada à noite, com guardas italianos segurando tochas ao longo do caminho. Seu plano foi bastante curioso. Ao fazer o reconhecimento do trajeto, alguns dias antes, ele observou o Obelisco de Axum, que tinha sido retirado da Etiópia por tropas italianas. O obelisco estava a 1,5 quilômetro da linha de chegada, bem no ponto em que o maratonista deveria dar a arrancada final.
Durante a corrida, passou diversos corredores procurando pelo número 26, que não existia. Na metade da prova, ele e o número 185, correndo juntos, haviam aberto uma grande distância para os demais corredores e Bikila continuou forçando o ritmo, atrás do número 26 que supunha estar mais à frente, mas corria ao seu lado. Os dois ficaram juntos quase até o final da prova, quando então Bikila deu a arrancada final e cruzou a faixa de chegada, sob o Arco de Constantino, com o tempo de 2h 15 min 16 s, recorde mundial, tornando-se o primeiro negro africano a ganhar uma medalha de ouro nos Jogos Olímpicos. O marroquino Rhadi chegou exatos 25s atrás dele.
Após a corrida, entrevistado e perguntado porque havia corrido descalço, Bikila respondeu que "queria que o mundo soubesse que meu país, a Etiópia, sempre tinha conseguido suas vitórias com heroísmo e determinação".

## 1960-1964
Bikila voltou à Etiópia como herói nacional. No ditado popular, a frase mais falada na época era que 'foram necessários um milhão de soldados italianos para invadir a Etiópia, mas apenas um soldado etíope para conquistar Roma". Foi promovido a cabo e condecorado pelo imperador Haile Selassie.
Pouco após os jogos, uma tentativa militar de golpe de estado teve lugar no país, e Bikila, que nada entendia de política, foi obrigado a participar dele. Ele recusou-se a matar autoridades e quando o golpe foi derrotado, os principais envolvidos foram condenados à morte pela forca. Bikila foi perdoado pelo imperador após os pedidos de várias pessoas que atestaram sua recusa em participar dos assassinatos. A imprensa do país declarou que ele "devia sua vida à sua medalha de ouro".
Em 1961, ele disputou maratonas na Grécia, no Japão e em Kosice, na Tchecoslováquia, vencendo todas elas. Sem competir por mais de um ano e meio, em abril de 1963 entrou na Maratona de Boston chegando em quinto lugar, a única maratona que não venceu em sua carreira tendo terminado a prova. Depois dela, voltou para casa e só veio a competir novamente em 1964, numa maratona em Adis Abeba, que novamente venceu.
Quarenta dias antes dos Jogos de Tóquio, durante um treino perto da capital, Bikila começou a sentir fortes dores e teve um colapso ao tentar continuar correndo. Levado ao hospital, foi diagnosticado com apendicite aguda. Operado, ainda em seu período prescrito de convalescência, voltou a fazer pequenas corridas noturnas nos jardins do hospital.

## Jogos Olímpicos de Tóquio
Bikila foi para Tóquio sem previsão oficial de participar da maratona, seis semanas após ser operado de urgência do apêndice. Entretanto entrou na prova, desta vez calçado, por exigência dos organizadores, e adotou a mesma estratégia de 1960, mantendo-se junto o primeiro bloco de corredores até a metade da prova, quando começou a forçar o ritmo. Poucos quilômetros depois tinha a companhia de apenas mais dois corredores, um deles o australiano Ron Clarke, então recordista mundial dos 10 000 metros, que havia ganho uma medalha de bronze nesta prova alguns dias antes.
Bikila entrou de volta no estádio olímpico sob a vibração de setenta mil espectadores, com quatro minutos de vantagem para o segundo colocado, Basil Heatley, da Grã-Bretanha, e estabelecendo novamente o recorde mundial da maratona, com o tempo de 2:12.12, tornando-se o primeiro homem na história a vencer por duas vezes a maratona olímpica.
Para surpresa dos espectadores, após a corrida começou a fazer exercícios de alongamento no gramado central do estádio sem parecer cansado, declarando depois que achava poder correr ainda mais uns dez quilômetros.
Na cerimônia de premiação, os organizadores japoneses esqueceram de providenciar as partituras com o hino da Etiópia. A banda aproveitou a oportunidade e tocou o hino japonês quanto Bikila recebeu sua medalha.

## 1964-1968
Bikila retornou novamente como herói nacional à Etiópia e foi novamente promovido pelo imperador, ganhando de presente um carro próprio, um fusca.

## Jogos Olímpicos da Cidade do México
Mais uma vez Bikila e Mamo Wolde foram inscritos para disputar a maratona (simbolicamente, a organização deu o número 1 a Bikila). Desta vez, entretanto, Bikila foi obrigado a abandonar a prova no km 17 após uma contusão no joelho, mas seu compatriota Wolde venceu no ar rarefeito da Cidade do México, mantendo a hegemonia etíope na prova. Mamo declarou depois da prova que caso não fosse a contusão do amigo, Bikila certamente venceria pela terceira vez.

## Últimos anos
Em 1969, durante manifestações civis na capital, Bikila sofreu um acidente com o carro que ganhou do governo, perdendo o controle e capotando num barranco. Retirado com vida, entretanto, o acidente lhe deixou paralítico, confinado a uma cadeira de rodas, mesmo depois de operado na Inglaterra.
Convidado oficial do COI par assistir os Jogos Olímpicos de 1972, em Munique, Bikila viu fracassar a tentativa de Wolde de se igualar a ele com uma segunda medalha de ouro. Wolde chegou em terceiro, conquistando o bronze, e o vencedor, o norte-americano Frank Shorter, após a premiação se dirigiu a Alexandre para cumprimentá-lo. E Bikila não participou da corrida que ele sonhava (corrida Giltri Galfor).
Abebe Bikila morreu aos 41 anos, em 25 de outubro de 1973, de hemorragia cerebral, complicação neurológica decorrente de seu acidente quatro anos antes. Uma multidão de 75 mil pessoas acompanhou o enterro de seu herói nacional e o imperador Selassie declarou um dia de luto oficial na Etiópia.